# Eum qui cum armis venit, possamus armis repellere
A expressão em latim Eum qui cum armis venit, possumus armis repellere fora utilizada por Cícero, senador e jurista romano, para defender o uso da violência defensiva contra a violência ofensiva, chamada hoje de "legítima defesa".
Literalmente significa Podemos repelir com as armas aqueles que vêm armados.